# Новопластуновское сельское поселение
Новопластуновское сельское поселение — муниципальное образование в составе Павловского района Краснодарского края России. 
В рамках административно-территориального устройства Краснодарского края ему соответствует Новопластуновский сельский округ.
Административный центр — станица Новопластуновская.

## География
Площадь поселения — 135,48 км².

## Население
| 2010  | 2012  | 2013  | 2014  | 2015  | 2016  | 2017  |
| ----- | ----- | ----- | ----- | ----- | ----- | ----- |
| 3462  | ↘3452 | ↗3534 | ↗3595 | ↗3647 | ↗3659 | ↗3686 |
| 2018  | 2019  | 2020  | 2021  | 2023  |       |       |
| ↘3661 | ↘3607 | ↘3561 | ↘3196 | ↘3138 |       |       |

## Населённые пункты
В состав сельского поселения (сельского округа) входят 4 населённых пункта:
| № | Населённый пункт  | Тип населённого пункта | Население (чел.) |
| - | ----------------- | ---------------------- | ---------------- |
| 1 | Бальчанский       | хутор                  | ↘215             |
| 2 | Междуреченский    | хутор                  | ↘603             |
| 3 | Новопластуновская | станица                | ↘2290            |
| 4 | Новый Урал        | хутор                  | ↗354             |

## Экономика
На территории сельского поселения ведут хозяйственную деятельность два сельхоз-предприятия, оба расположены в  станице Новопластуновская.
АО "Новопластуновское" ведет свою деятельность с 1939 года. До 1991 года называлось колхоз имени Калинина.
ООО "Заречное" работает с 1999 года, ранее называлось СПК Коопхоз "Заречный".
Также на территории сельского поселения работают фермерские и крестьянские хозяйства.

## Известные жители
На территории поселения проживали пять Героев Социалистического Труда:
- Дубина, Николай Фёдорович,
- Пернакий, Антон Фёдорович,
- Сергиенко, Филипп Степанович,
- Стратиенко, Пётр Никитович,
- Стратиенко, Иосиф Никитович,

и один полный кавалер ордена Славы — Гребенюк, Фёдор Николаевич.